# Philippe Charlier (homme politique)
Pour les articles homonymes, voir Charlier.
Philippe Charlier, né à Montignies-sur-Sambre, le 16 juillet 1951 est un homme politique belge, membre du centre démocrate humaniste (CDH).
Il est technicien en électricité (Aumôniers du Travail, Charleroi, 1969); gradué en régulation et en automation (Institut technique supérieur, Namur; technicien supérieur en électronique (ATC); licencié et agrégé en psychopédagogie (université de Mons-Hainaut, 1975); professeur aux Aumôniers du Travail de Charleroi (1976-1988); chargé de cours en promotion sociale (1985-1996).
Il fut président des Jeunes PSC de Charleroi (1985-1987) et vice-président au niveau arrondissement (1983-1987); directeur de Cabinet auprès de la ministre de l'Enseignement supérieur et de la Recherche Marie-Dominique Simonet (2004-2005); délégué du Gouvernement (2005); administrateur au TEC Charleroi, à la SRIW et au Comité de gestion de l'ICDI (vice-président); chargé de mission de la Francophonie pour l'Europe (APF) (1991-1999) et président de la section belge (1999-2004) ; président du Fonds de Garantie des Bâtiments scolaires.

## Carrière politique
- 1987-1995 : membre de la Chambre des représentants
- 1987-2004 : membre du Conseil régional wallon
  - membre du Conseil de la Communauté française
    - 1999-2004 : vice-président du Conseil de la Communauté française
    - 1995-1999 : sénateur communautaire désigné par le Conseil de la Communauté française
- 1989-1991 : conseiller communal à Fleurus
- 1995 et 2001- : conseiller communal à Aiseau-Presles

## Distinctions
- Officier de l’ordre de Léopold

## Sources
- Bio sur le site du sénat belge